# Oxalis magnifica
Oxalis magnifica là một loài thực vật có hoa trong họ Chua me đất. Loài này được (Rose) R. Knuth mô tả khoa học đầu tiên năm 1919.

## Hình ảnh

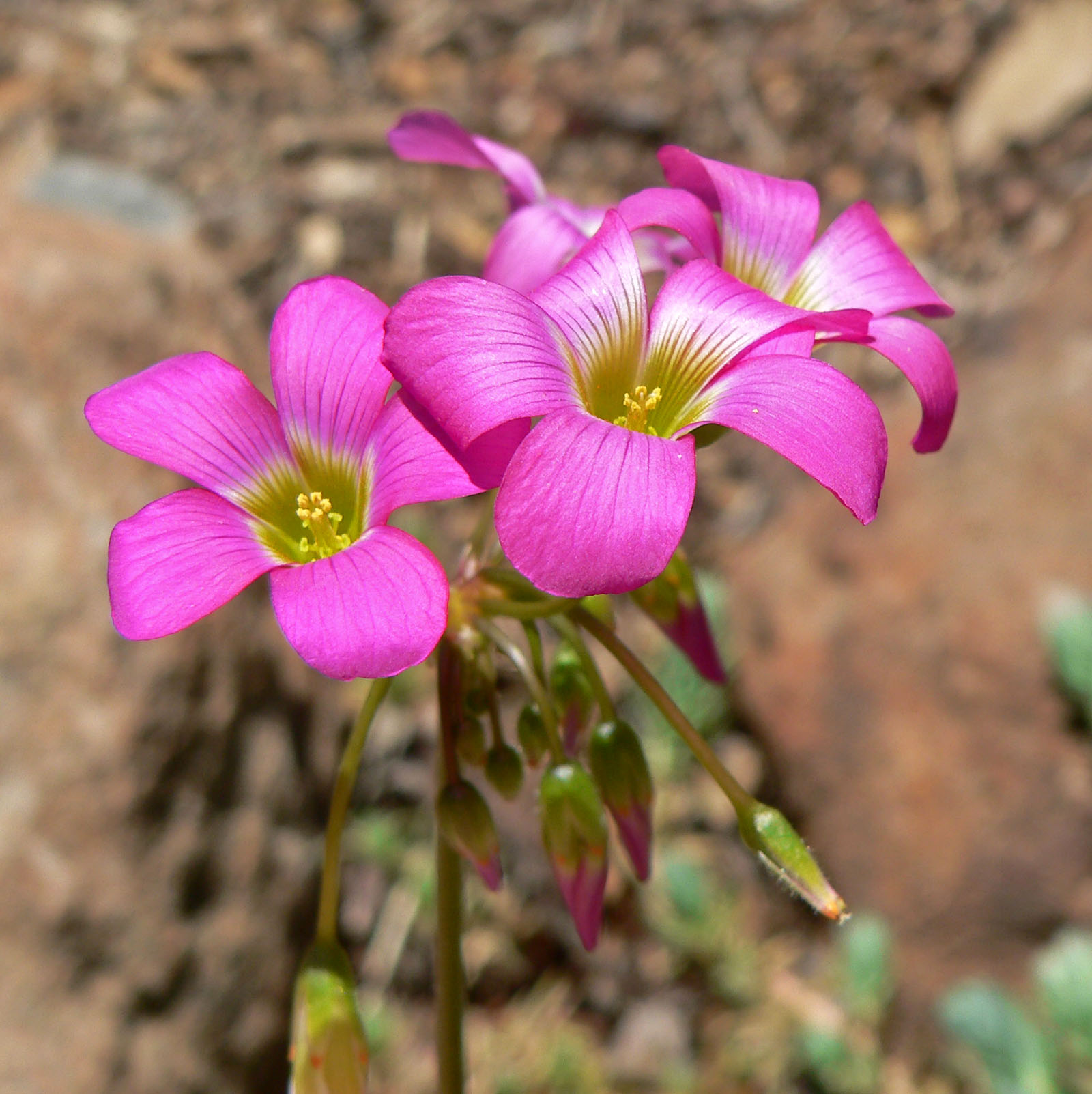
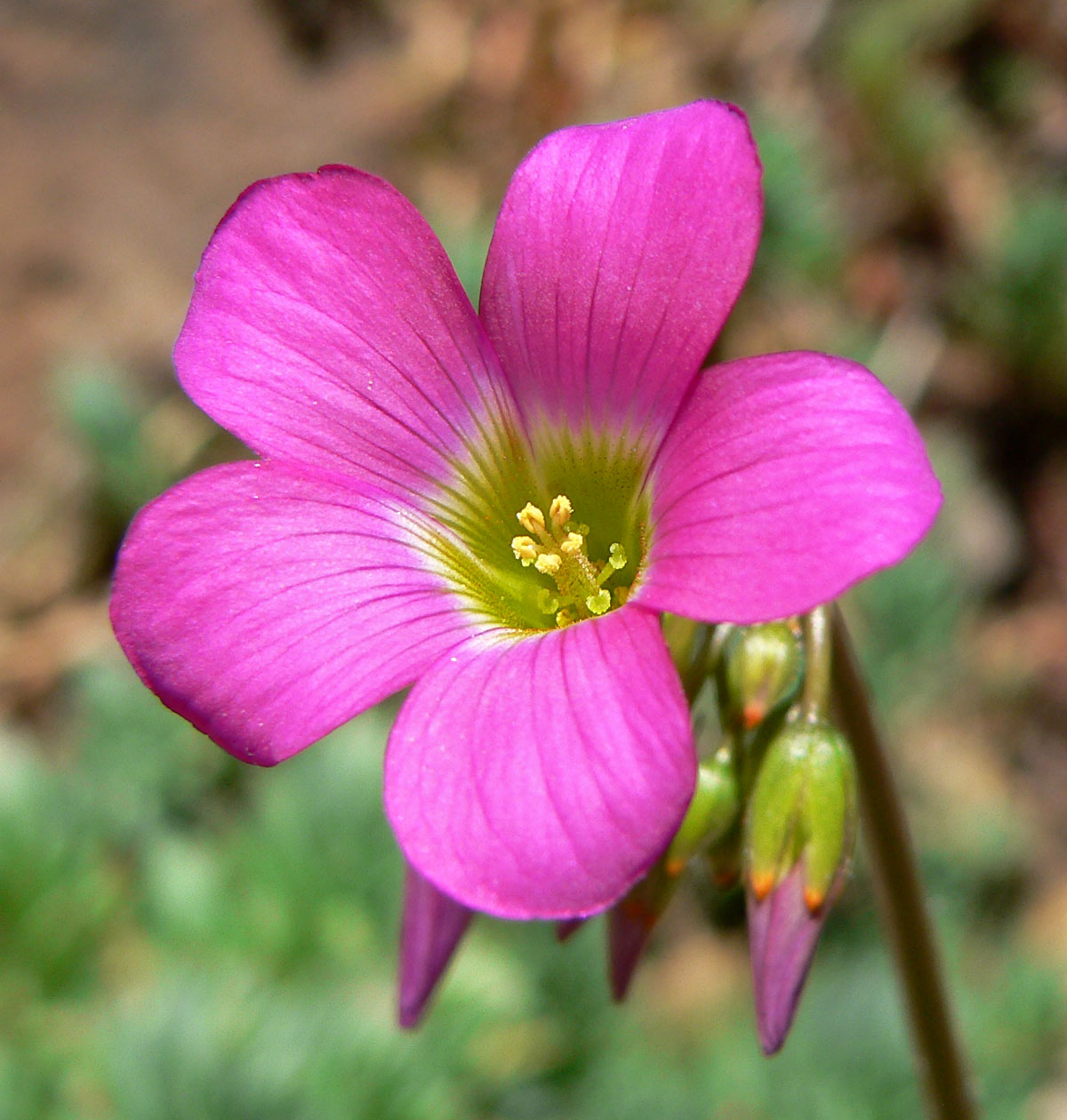
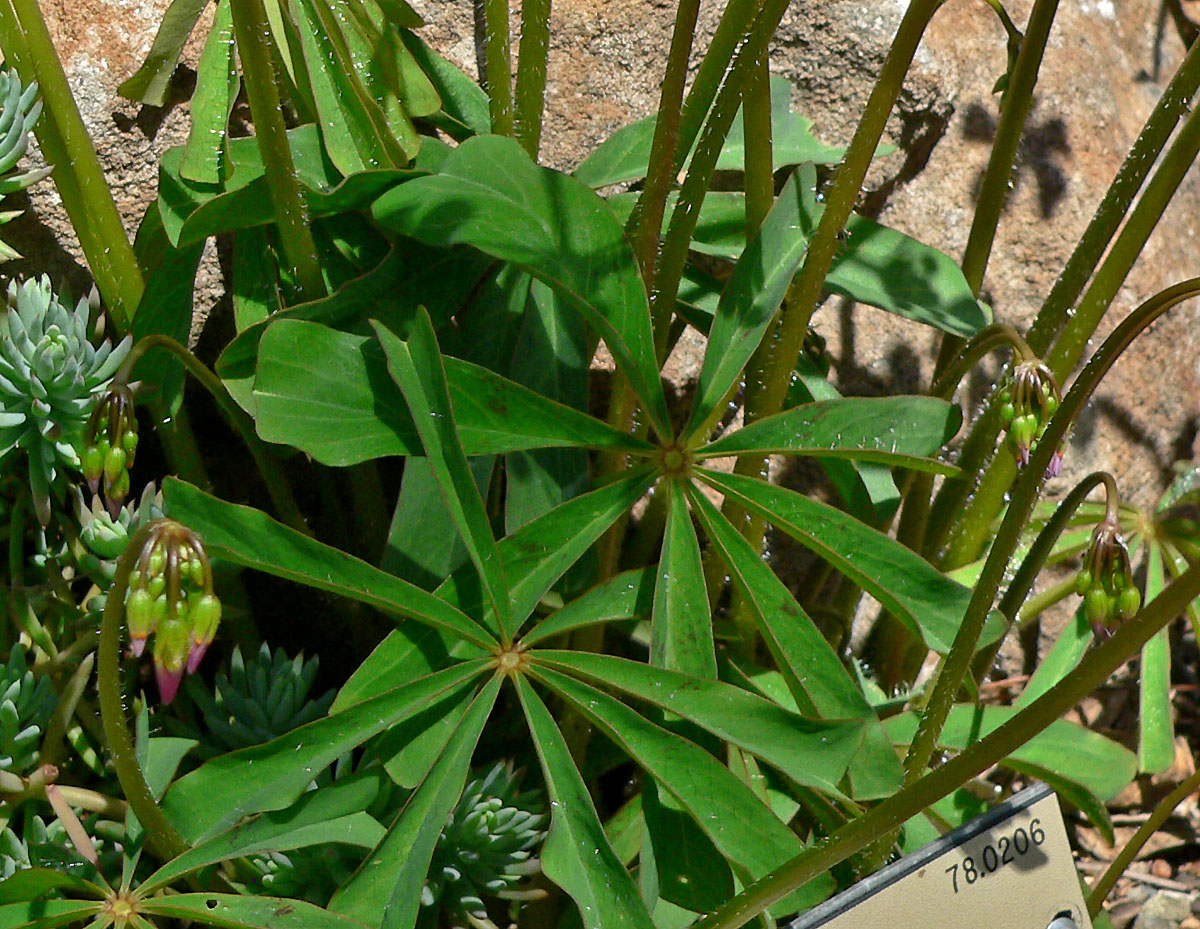